# District de Haenam
Le district de Haenam est un district de la province du Jeolla du Sud, en Corée du Sud. Sa capitale est Haenam-up (cité de Haenam).

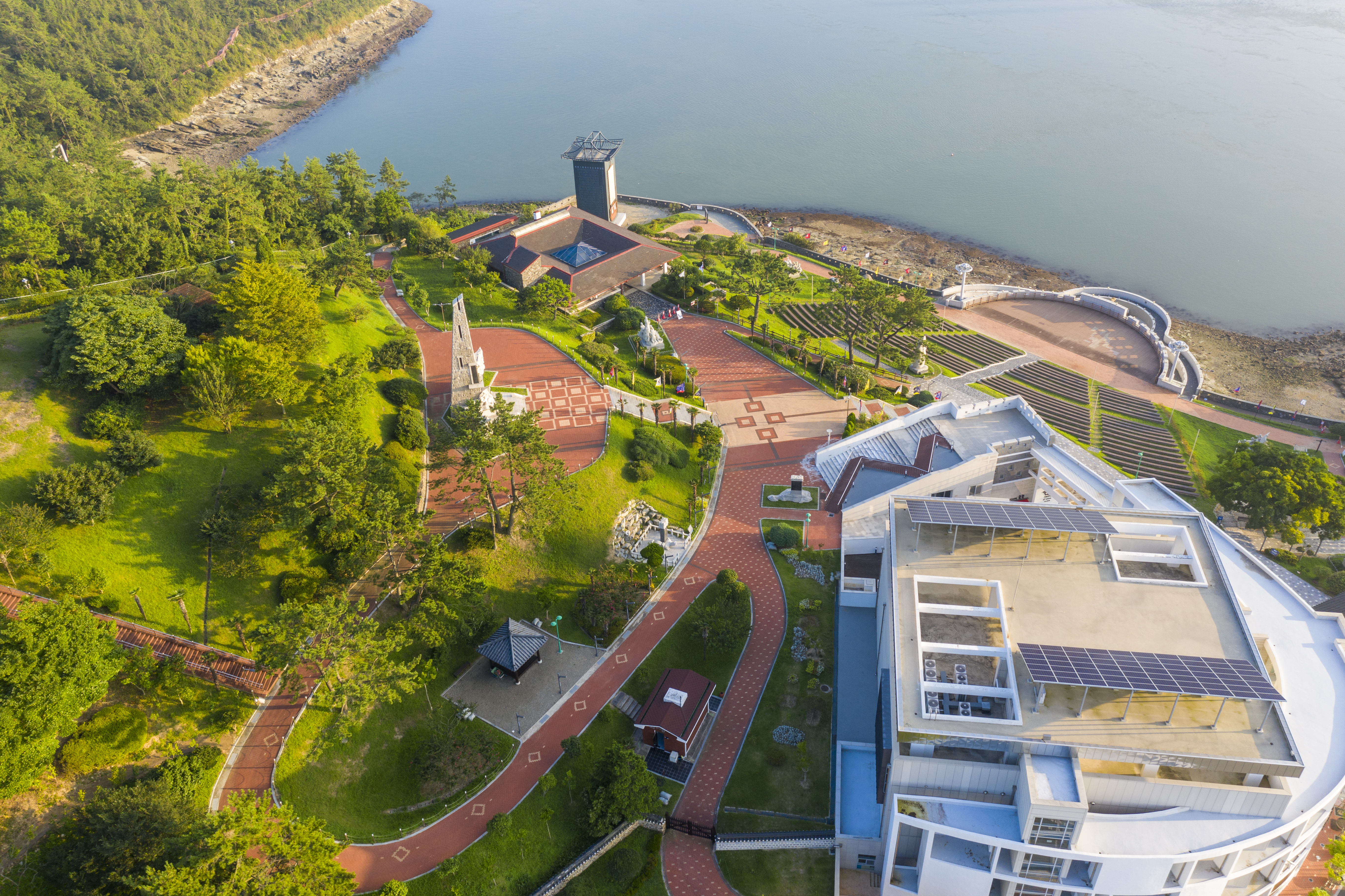
Le site touristique national Jeolla Woosuyeong dans la ville de Haenam

## Économie
L'agriculture est la principale activité économique. Le riz et le daikon sont les principales cultures,
On devrait aussi y construire un parcours de golf de 108 trous.

## Personnalités
Kim Kyong-hun (1975-), champion olympique de taekwondo en 2000.